# Misié Sadik
Pour les articles homonymes, voir Sadik.
 (mai 2016).
Misié Sadik, de son vrai nom Mickaël Maragnes, né le 23 décembre 1983 aux Abymes, est un chanteur français de dancehall mais aussi de soul et de pop.

## Biographie
Originaire de la commune de Sainte-Anne, berceau de la culture guadeloupéenne, il se construit très tôt une identité musicale : les Léwoz, l'atelier Vélo où il prenait des leçons de kA, instrument de prédilection de son père. Misié Sadik grandit et vit avec la musique.[réf. nécessaire]
Quelques années plus tard, au lycée, il se passionne pour le rap français, influencé par ses artistes (Kery James, Booba, Busta Flex, Akhenaton...) et passe de longues heures à écrire des textes. Membre du Kollectif Westside, il organise des sound systems et accompagne les projets de musiciens avec le studio Cask D'Or.[réf. nécessaire]
Connu sur la scène underground, Misié Sadik se lance dans l'auto-production avec son premier album en 2009 Pli lwen Ki zyé. Le succès populaire et d'estime lui permette de se produire pour la première fois à Paris sur la scène Bastille le 16 avril 2010. Il fait la première partie du concert de la rappeuse Diam's le 24 avril 2010 devant un public de plus de 6 000 personnes au stade de Baie-Mahault (Guadeloupe). C'est aussi le soir où il reçoit le prix de la Révélation Sacem. En 2011, il signe chez Step Out Production, un label créé par Krys, et il sort son deuxième album en 2013:  A Kè Wouvè.
An silans, son 3ème album, sort le 20 avril 2018 et fait son entrée dans le Top album national à la 74ème place. A l'automne, Misié Sadik part à la rencontre de son public à l'automne aux Antilles avec un concert au Palais des Sports (Guadeloupe) et au Tropiques Atrium (Martinique). Le dernier arrêt du "An Silans Tour" se fait à La Cigale le 20 avril 2019 où il joue à guichets fermés. C'est donc sur scène qu'il fête également le premier anniversaire de ce troisième album. 
Artiste engagé, Misié Sadik est le parrain de France Alzheimer Guadeloupe depuis plusieurs années.

## Discographie

### Singles + Clips
- 2009 : On sel kou
- 2010 : En chair et en os
- 2010 : La lettre
- 2011 : Tout puissant
- 2012 : Pa lagé
- 2013 : Kalmew (Feat. Gambi G)
- 2013 : Alzheimer
- 2014 : Eskizé mwen
- 2014 : An dé mo
- 2014 : Ti papa
- 2014 : Ding deng dong (Feat. Krys)
- 2014 : Padoné mwen (Feat. Were Vana)
- 2015 : Maladaw (Feat. Krys)
- 2015 : Ban nou misik (Feat. T-Shaa & Jacob Desvarieux)
- 2015 : Tiéry (Feat. Zagalo)
- 2016 : Gwo ka remix (Feat. Medhy Custos & Erik Négrit)
- 2017 : Paradis (Feat. Dj Jackson)
- 2017 : Day one (Feat. Sauce X)
- 2017 : Kon avyon (Feat. The Same & Smoky)
- 2018 : Popilè
- 2018 : Exilée (Feat. Jessye Belleval)
- 2018 : O swè la
- 2020 : A Dé Pa

## Récompenses / Distinctions

### HIT LOKAL Awards
- 2019 : An Silans - Album de l'année
- 2019 : Popilè - Hip-hop rap
- 2019 : O Swè la - Zouk
- 2014 : A ké wouvé - Album de l'année